# Lucifer Morningstar (Lucifer)
Lucifer Morningstar, cunoscut sub numele de Samael înainte de alungarea sa din Rai, este protagonistul titular al serialul de televiziune de fantezie urbană Lucifer (2016-2021). Personajul este interpretat de actorul galez Tom Ellis și este o versiune alternativă a lui Lucifer Morningstar, unul dintre personajele secundare din seria de benzi desenate a lui Neil Gaiman The Sandman, publicată de DC Comics; ambele se bazează pe Diavolul din creștinism. Serialul îl urmărește pe Lucifer după ce își abandonează postul de conducător al Iadului și ajunge pe Pământ, unde se stabilește în Los Angeles pentru a conduce un club de noapte cu demonul Mazikeen; mai târziu devine consultant civil pentru LAPD, ceea ce îl face să-și cunoască sufletul pereche, detectivul Chloe Decker.
Personajul a fost adaptat pentru televiziune de Joe Henderson bazat pe personajul Sandman Lucifer, cu Ellis distribuit în rolul principal în februarie 2015. Interpretarea lui Ellis a fost lăudată de critici, iar personajul a devenit preferatul fanilor. El și-a reluat rolul ca Lucifer în evenimentul încrucișat (crossover) Arrowverse din 2020 Crisis on Infinite Earths, care a stabilit că serialul Lucifer are loc pe „Pământul-666” într-un univers alternativ în cadrul multiversului mai larg.